# Gösta Winbergh
Gösta Winbergh, né le 30 décembre 1943 à Stockholm (Suède) et mort le 18 mars 2002 à Vienne, est un chanteur d'opéra ténor suédois, un des plus importants de son pays avec Jussi Björling  et Nicolai Gedda.

## Filmographie
- 1978 : Les Folles Aventures de Picasso : Picasso (voix chantante, crédité comme Gösta Winberg)
- 1986 : Mitridate, rè di Ponto : Mitridate
- 1987 : Don Giovanni de Claus Viller
- 1987 : Don Giovanni de Thomas Olofsson
- 1995 : Die Meistersinger von Nürnberg
- 1999 : Carmen : Don José